# Cotesia ornatricis
Cotesia ornatricis är en stekelart som först beskrevs av Muesebeck 1958.  Cotesia ornatricis ingår i släktet Cotesia och familjen bracksteklar. Inga underarter finns listade i Catalogue of Life.